# Vojnička bratovština sv. Jeronima u Zadru
Vojnička bratovština sv. Jeronima u Zadru (Scuola di San Girolamo della nazione oltramarina di Dalmatia et Albania), bratovština je profesionalnih vojnika (oltramarina i kapeleta) u mletačkoj službi rodom iz Mletačke Dalmacije i Mletačke Albanije (Boka Kotorska) u mletačkoj službi. Bratovština ili scuola osnovali su 1675. godine u Zadru istaknuti pripadnici zadarske vojne elite, tj. obitelji Posedarski, Benja, Detrico, Fanfogna. Bratovština se bavila prikupljanjem novca za razmjene zarobljenika, tj. otkup zarobljenih članova i za pomoć obiteljima poginulih članova.

## Povijest
Od 15. stoljeća, a posebice od druge polovine 16. stoljeća i razdoblja Ciparskoga rata, u mletačkim se izvorima, kao elitne konjaničke i pješačke jedinice, bilježe postrojbe oltramarina, rodom s mletačkih posjeda na istočnoj jadranskoj obali. Drži se da su njihova prva novačenja zabilježena već početkom 16. stoljeća i odnosila su se na satnije mornaričkog pješaštva i lake konjice, a od Kandijskoga rata novače se cijele pukovnije ovih postrojbi. Od Kandijskog rata domaći časnici sve više dobivaju na važnosti unutar mletačke vojske, a za vrijeme Morejskog rata dobivaju i činove generala (Radoš, Fangfona). 

Bratovština je izdavala vlastite matrikule, a statut vojničke bratovštine sv. Jeronima na prvoj strani je imao i dataciju i spomen na vladavinu dužda Francesca Morosinija (1688. – 1694.) i generalnog providura Dalmacije Daniela Dolfina (1692. – 1696.)
| » | ZDEO OPTIMO MAXIMO DIVO HYERONIMO DALMAE. PROTECTORI IMPERANTE SER(ENISSIMO) FRAN(CESCO) MAVROCENO VENET. PRIN(CIPE) ET SVPREMO DALMATIAE AC EP(IRI) PRAESIDE EX(CELLENTISSI)MO DANIELE DELPHINO 4(to) AEQUITE. | « |
|   | |   |

Crkva svetog Šime u Zadru bila je središte okupljanja bratovštine, u njoj su pokapani članovi, a kasnije je bratovština u njoj i podigla oltar sv. Jeronima. Novčani prinosi odnosno članarine bile su određene po činovima članova. Najvišu novčanu obvezu imali su pukovnici i ona je iznosila jedan dukat na mjesec. Ostali zapovjednici postrojbi bili su obvezni plaćati; potpukovnici  tri lire, i bojnici jednu liru, kapetani deset solida, poručnici, zastavnici (alfieri) i poboćnici (agiutanti) po šest solida, narednici (sargenti) tri solida, dok su obični vojnici (soldati/fanti) jedan solid na mjesec.
Posebno važno mjestu u vjerskom djelovanju bratovštine imalo je štovanje njihova patrona sv. Jeronima. U članku 11. matrikule društva (Circa il venerar la festività di San Girolamo) izrijekom se određuje kako uprava (bancha) na blagdan sv. Jeronima (30. rujna) mora oltar u crkvi sv. Šimuna posebno ukrasiti (na uređenje ima pravo utrošiti do šest dukata) i na završnu svečanost pozvati aktualnoga zadarskog nadbiskupa, generalnog providura Dalmacije i Albanije, kao i druge glavne vojne, pokrajinske i gradske dužnosnike. 
Bratovština je nadživila mletačku vlast u Dalmaciji, te je bila aktivna za vrijeme prve austrijske vlasti, kad su dalmatinske vojne elite činile novonastale carske postrojbe u Dalmaciji. Početkom francuske uprave u Dalmaciji svrha postojanja bratovštine je nestala, te je ona tada (oko 1805. godine) i konačno ugašena.

## Oltar svetog Jeronima u crkvi
Bratovština je 26. rujna 1694. odobrila 200 srebrnih dukata namijenjenih dvojici mletačkih rezbara, braći Bettamelli, kao kaparu za izradu oltara oltar svetog Jeronima zaštitnika dalmatinskih vojnika u crkvi Svetog Šime u Zadru. Rad na oltaru započeo je u travnju 1696. godine, a na njemu je sudjelovalo više domaćih majstora: Zanotti, Rodo i Radičić te kovač Rosini. Za vrijeme izgradnje oltara veliki gvardijan bratovštine bio je general Šimun Fanfonja, a njegov obiteljski grb nalazi se na oltaru. Oltar svetog Jeronima zajedno s okolnim prostorom unutar crkvenog prolaza – koji se naziva i kapela svetog Jeronima – predstavljao je izoliranu cjelinu omeđenu balustradnom ogradom koja se mogla koristiti odvojeno od ostatka crkve, u određenim prigodama i svetkovinama, od strane članova bratovštine. Brojni radovi na ukrašavanju oltara i kapele sv. Jeronima izvođeni su kroz čitavo osamnaesto stoljeće i u njima je bio angažiran veliki broj domaćih majstora vještih u različitim umjetnostima. 